# Symfonie č. 9 (Dvořák)
Symfonie č. 9 e moll, op. 95 s podtitulem „Z Nového světa“ (hovorově též „Novosvětská“), je v pořadí poslední symfonie Antonína Dvořáka a nejvýznamnější autorovo dílo tohoto druhu. Skladba je řazena k nejlepším dílům světové symfonické tvorby všech dob.
Byla mezi nahrávkami na pásce, kterou měl Neil Armstrong při misi Apollo 11 na Měsíc.
Čtvrtá část této symfonie je hymnou Mezinárodního úřadu pro výstavnictví.[zdroj⁠?!]

## Historie díla
Dvořákova symfonie č. 9 vznikla v době skladatelova pobytu ve Spojených státech amerických, tehdy často nazývaných „Nový svět“. V USA Dvořák působil v letech 1892–1895 jako ředitel newyorské konzervatoře. Základní skladatelovou inspirací k ní byla jak atmosféra bouřlivě se rozvíjející země a jejího hektického způsobu života, tak pocity, které načerpal během svých pobytů na americkém venkově, který pravidelně navštěvoval, ale i nostalgická touha po českém domově. Dvořák na symfonii pracoval poměrně krátkou dobu – od ledna do 24. května 1893.
Symfonii si objednal symfonický orchestr New York Philharmonic. Premiéru v Carnegie Hall 16. prosince 1893 dirigoval maďarský imigrant Anton Seidl. Provedení symfonie  (anglicky From the New World, či jen New World Symphony) v New Yorku mělo obrovský úspěch, po každé větě publikum tleskalo a Dvořák se musel pokaždé klanět.
Premiéra skladatelovy symfonie v Carnegie Hall byla světovou senzací. Skladatel za ni dostal šek na 7 500 dolarů, bohužel nekrytý. Vypukla totiž finanční krize a štědrá ruka mecenášů se zavřela. Pomohl mu jeho stálý německý hudební vydavatel Fritz Simrock z Berlína, který bez váhání skoupil všechny jeho americké skladby. „Novosvětská“ je Dvořákova poslední symfonie.
Evropská premiéra symfonie se odehrála v Londýně. Anglický dirigent Alexander Mackenzie ji provedl 21. června 1894 s orchestrem London Philharmonic Society.
Dne 4. ledna 1896 se uskutečnilo první koncertní vystoupení České filharmonie. Bylo to v pražském Rudolfinu a orchestr řídil Antonín Dvořák, který představil své skladby, a sice koncertní předehru Othello, Biblické písně a devátou symfonii.

## Charakteristika díla

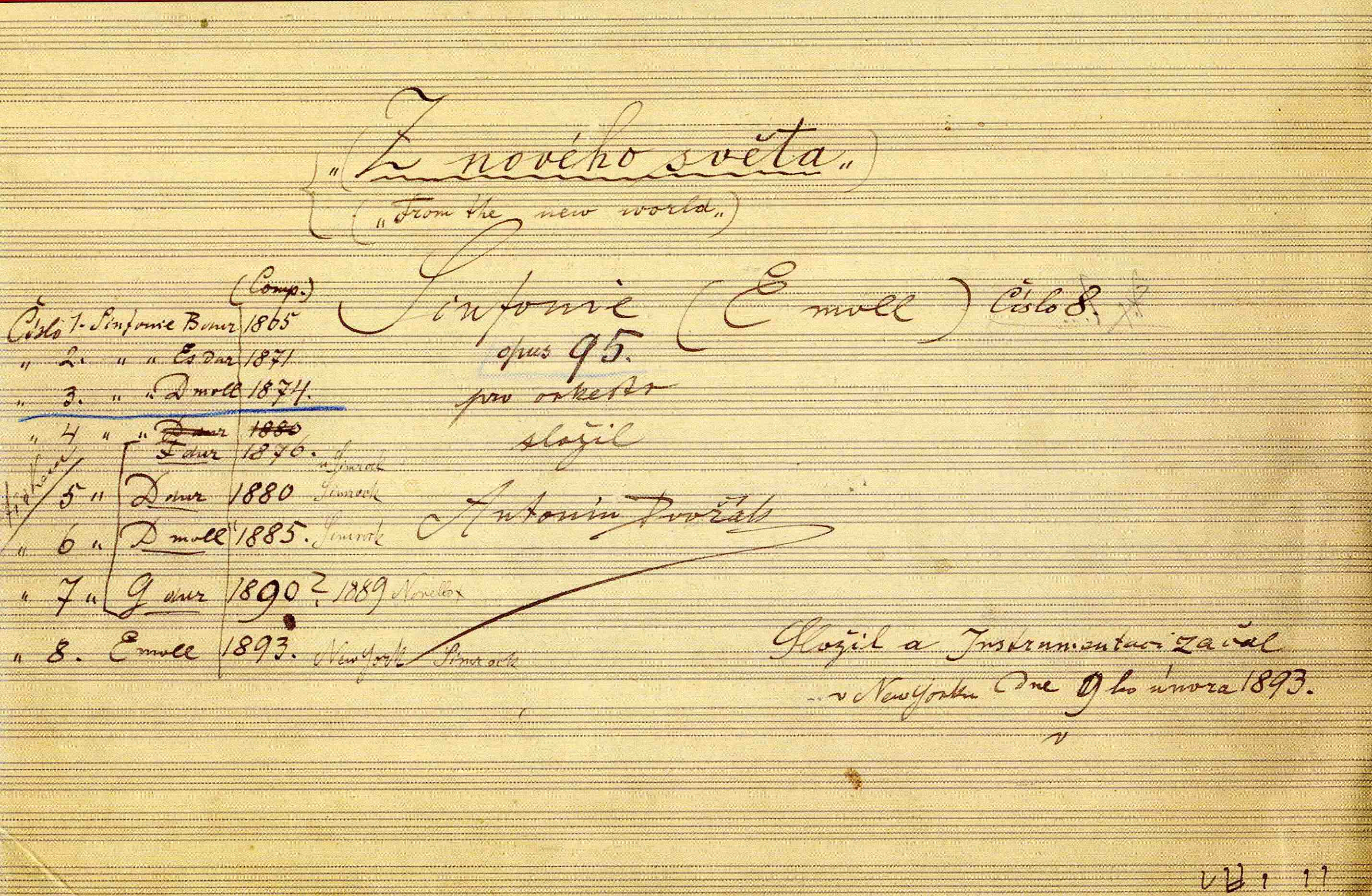
Titulní stránka Dvořákova rukopisu

Dvořákovu Novosvětskou symfonii více než cokoli jiného charakterizuje její syntetická forma. Tato syntéza, jakkoli obsahuje motivy i tónorodové principy americké lidové hudby nejrůznějších etnik, stejně jako intonační schémata hudby typicky české, Dvořákovy americké dojmy i stesk po vzdáleném domově, je především naplněním základního principu skladatelovy tvorby, kterým byla klasicistně-romantické a programně-absolutní hudební filosofie.
Snažit se analyzovat Dvořákův záměr jako epický příběh se jeví jako marný úkol navzdory pokušení spatřovat ve dvou středových větách symfonie inspiraci Longfellowovým poemem Píseň o Hiawathovi, který byl nepochybně objektem Dvořákova zájmu. Jakkoli scherzo působí čas od času dojmem, že chce být obrazem rituálního tance ku příležitosti svatby Hiawaty, podobně jako largo, které mnoho analytiků Dvořákova díla popisuje jako „pohřeb v lese“, struktura celého díla a vývoj skladby, včetně naprosto evidentně českých „barev“ hudby, takové domněnky odsuzuje k zániku.
Stejně tak v otevření poslední věty symfonie skladatel pouze těží, nikoli opisuje, z amerických dojmů, kterými byl fascinován a jimiž byly především nový způsob života, kypící bouřlivým civilizačním rozvojem, i divoká panenská příroda, stejně jako okázalé sebevědomí obyvatel a demokratická povaha společnosti. Vše, co lze v symfonii zaznamenat, tedy nejrůznější dojmy a stimuly, vyvolávající u skladatele korespondující hudební témata a obrazy, nelze zjednodušovat či vulgarizovat tím, že je budeme považovat za nesporné zobrazení něčeho naprosto konkrétního. Vše je transformováno do variací a střetů s jinými tématy. Příkladem může být vstupní věta, kde postupně v jejím vývoji dochází ke konfrontací hlavního motivu symfonie, kterým je fanfára plná sebevědomí, s nepochybně českým pohledem na věc, čímž vrhá jakýsi stín pochybnosti a přináší pocity odcizení. Druhá a závěrečná věta díla očividně odkrývá skladatelem pociťovaný rozpor, který viděl v americké společnosti díky tehdejší úloze barevných obyvatel státu. Slyšíme zde sympatie k boji za svobodu těchto tehdy druhořadých členů americké společnosti, který Dvořák objevil v jejich hudbě (spirituály). Dynamické, quasitaneční Scherzo, vykazující zřetelné atributy české hudby, přivádí skladbu k závěrečné větě, kde někteří slyší rytmiku psaní telegrafní zprávy, která je však spíše komunikací souhrnu Dvořákových amerických dojmů, jejichž chaotický a mnohotvárný charakter skladatele ohromil i zahltil. Obraz Ameriky se zde proto proplétá prostřednictvím aplikací jednotlivých tematických bodů, přítomných v předešlých větách a vytváří tím jakýsi definitivní vnitřní autorův pohled. Více než cokoli jiného zde však Dvořák reflektuje svou nostalgii po domově, právě tak jako srovnání jeho starého a nového bydliště. Největším a nejslyšitelnějším hlasem symfonie je ovšem výraz touhy po univerzální svobodě a lidské sounáležitosti.

## V populární kultuře
Čtvrtou větu symfonie využila italská powermetalová kapela Rhapsody of Fire ve své skladbě The Wizard's Last Rhymes na albu Rain of a Thousand Flames.
I přes určitou podobnost se John Williams při skládání znělky k filmu Čelisti neinspiroval čtvrtou větou Dvořákovy Symfonie č.9, ale třetí větou Beethovenovy Symfonie č.7.

## Části symfonie a hudební ukázky

### Části symfonie
1. Adagio – Allegro molto
2. Largo
3. Molto vivace
4. Allegro con fuoco

### Hudební ukázky
- Novosvětská symfonie, 1. věta (cca 10 min.)
- Novosvětská symfonie, 2. věta (cca 12 min.)
- Novosvětská symfonie, 3. věta (cca 8 min.)
- Novosvětská symfonie, 4. věta (cca 12 min.)

## Ocenění
V roce 2009 pořádala australská rozhlasová stanice ABC Classic FM soutěž o 100 nejoblíbenějších symfonií. Australané v ní na 1. místo zvolili Novosvětskou, na 2. a 3. příčce se umístily symfonie Ludwiga van Beethovena, Symfonie číslo 9 s Ódou na radost a Symfonie číslo 6 známá jako Pastorální.

## Nejvýznamnější nahrávky

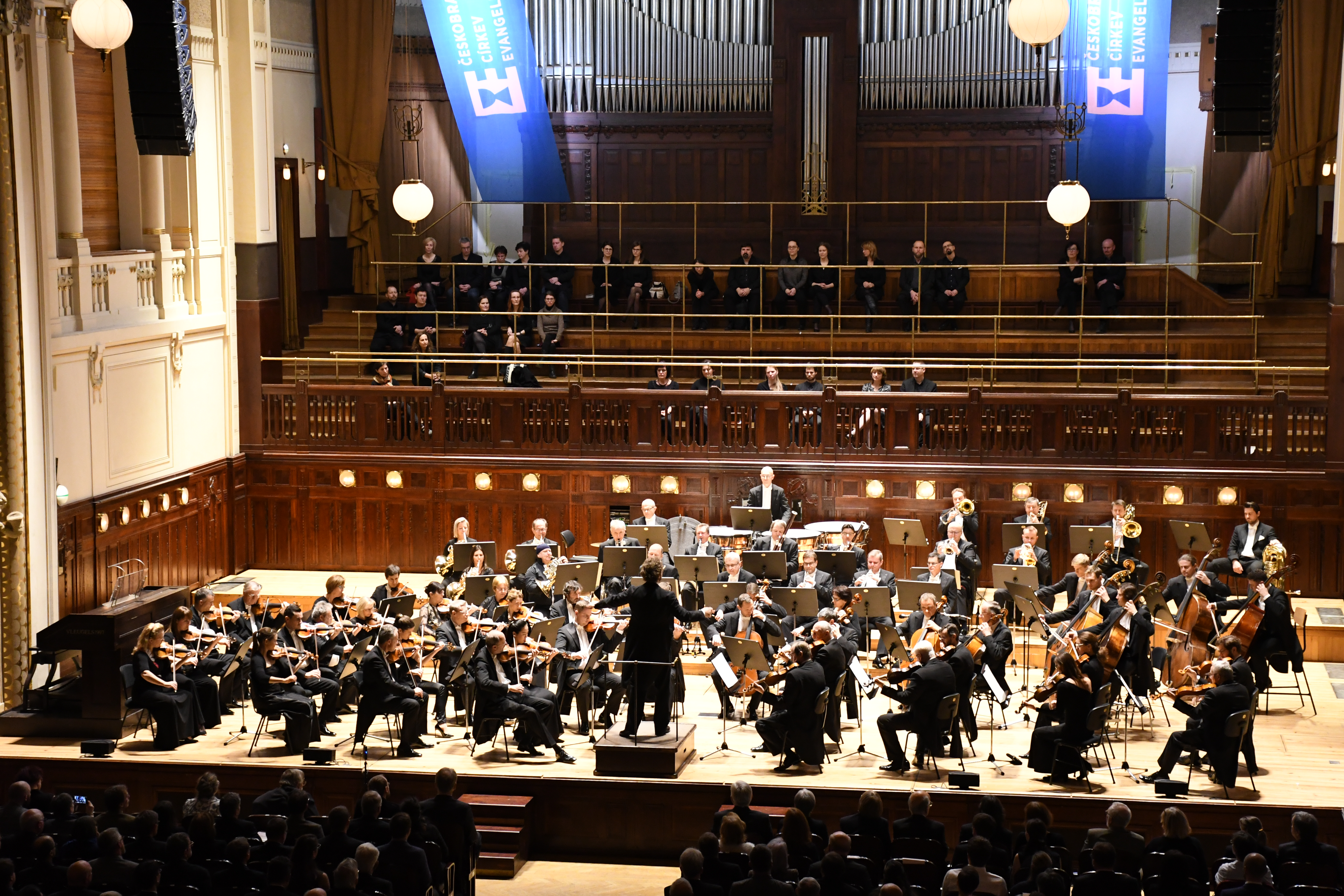
Symfonický orchestr hlavního města Prahy FOK hraje Novosvětskou ve Smetanově síni Obecního domu (2018).

- Ančerl Gold 2: Česká filharmonie, dirigent Karel Ančerl, Supraphon 2002-reedice, CD
- Česká filharmonie, dirigent Václav Talich 1954, Supraphon DV 5237
- Česká filharmonie, dirigent Karel Ančerl 1961, Supraphon DV 5859/SV 8047
- Česká filharmonie, dirigent Václav Neumann 1972, Supraphon 1-10-1334 (1974), LP
- Symfonický orchestr hlavního města Prahy FOK, dirigent sir Charles Mackerras, Supraphon 2005, CD
- Vídeňští filharmonikové, dirigent Rafael Kubelík, Decca, CD
- Berlínští filharmonikové, dirigent Herbert von Karajan, EMI, CD
- Royal Philharmonic Orchestra, dirigent Carlos Païta, Lodia, CD
- Boston Symphony Orchestra, dirigent Nikolaus Harnoncourt, Warner Classics, CD
- London Philharmonic Orchestra, dirigent Zdeněk Mácal, EMI, 2001, CD
- Dublin Philharmonic Orchestra, dirigent Derek Gleeson, 2010, CD